# Sandstone (Minnesota)
Sandstone és una població dels Estats Units a l'estat de Minnesota. Segons el cens del 2000 tenia 1.549 habitants.

## Demografia
Segons el cens del 2000, Sandstone tenia 1.549 habitants, 580 habitatges, i 359 famílies. La densitat de població era de 112,8 habitants per km².
Dels 580 habitatges en un 30,3% hi vivien nens de menys de 18 anys, en un 44,5% hi vivien parelles casades, en un 13,4% dones solteres, i en un 38,1% no eren unitats familiars. En el 32,1% dels habitatges hi vivien persones soles el 16,4% de les quals corresponia a persones de 65 anys o més que vivien soles. El nombre mitjà de persones vivint en cada habitatge era de 2,41 i el nombre mitjà de persones que vivien en cada família era de 3,03.
Per edats la població es repartia de la següent manera: un 24,9% tenia menys de 18 anys, un 8% entre 18 i 24, un 25,7% entre 25 i 44, un 17,4% de 45 a 60 i un 24% 65 anys o més.
L'edat mediana era de 38 anys. Per cada 100 dones de 18 o més anys hi havia 73,6 homes.
La renda mediana per habitatge era de 40.265 $ i la renda mediana per família de 43.684 $. Els homes tenien una renda mediana de 32.500 $ mentre que les dones 21.181 $. La renda per capita de la població era de 18.053 $. Entorn de l'11,6% de les famílies i el 16,7% de la població estaven per davall del llindar de pobresa.

## Poblacions més properes
El següent diagrama mostra les poblacions més properes.